# Сусуман
Сусума́н — город районного значения в России в Дальневосточном федеральном округе (ДФО) на западе Магаданской области. Расположен на берегу реки Берелёх (бассейн Колымы). Является административным центром Сусуманского района Магаданской области, включающего, помимо самого Сусумана, также
- посёлки городского типа: Холодный, Большевик, Мяунджа и Кадыкчан,
- посёлки: Мальдяк и Кедровый,
- посёлки без постоянного населения: Беличан и другие.

С 1 января 2023 года является центром Сусуманского муниципального округа (МО).
В июне 1977 года в Сусуманском районе в долине ручья Киргилях был найден мамонтёнок Дима.

## Этимология
Город получил своё имя по названию речки Сусуман, левого притока Берелёха; по-эвенски кухуман, хугуман означает «буран», «позёмка», «ветер» — «ветреная» речка.

## История

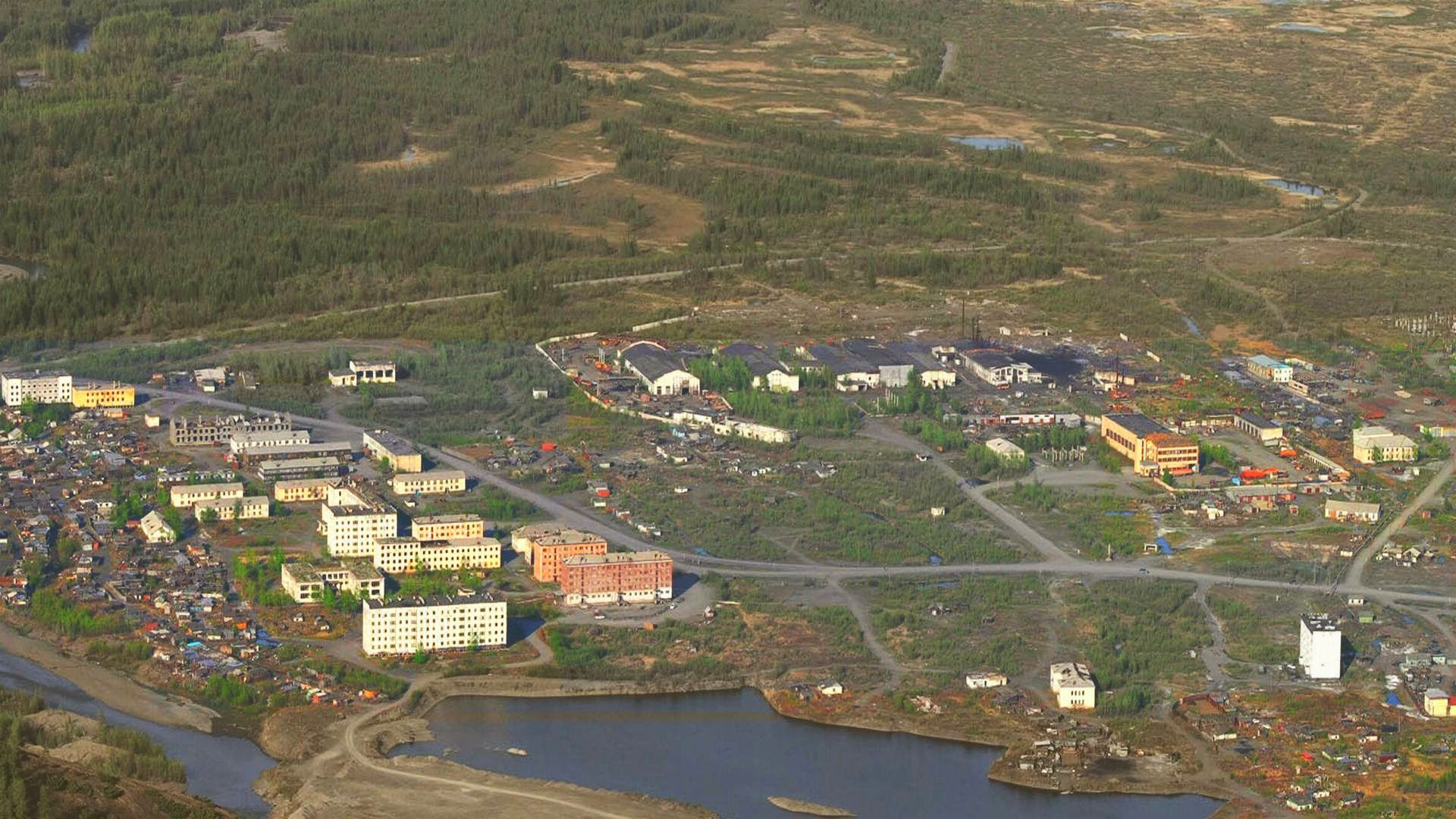
Микрорайон «Берелёх»

### Предыстория
Впервые речка Кухуман упомянута в работах колымского исправника Н. М. Берёзкина, который проезжал через эту местность в 1901 году:

«… а затем путь спускается в узенькую кочковатую долину речки Кухуман, впадающую в р. Берёлях и несущую свои воды в р. Колыму. Вдоль р. Кухуман дорога тянется на расстоянии верст 40 и приводит к р. Берёлях, на которой живет, поселившееся очень давно, одно семейство оймяконских якутов. Этот пункт, служащий пристанищем для путников среди совершенно безлюдной местности, отстоит от урочища Таскан на расстоянии верст 170-ти.»

Современное написание названия реки — «Сусуман» (гидроним от эвенского кухуман «буран, позёмка, ветер») — впервые появилось на маршрутной карте инженера-геодезиста К. А. Салищева в 1929 году. Путём через долину реки Сусуман в 1930-е годы часто пользовались геологоразведочные партии треста «Дальстрой».
В 1932 году был проведён шлиховой анализ проб, взятых партией геолога Е. Т. Шаталова в долине Сусумана, который показал, что в бассейнах рек Сусуман и Берелёх есть россыпное золото. В том же году в устье ручья Еврашкалах, правого притока речки Сусуман в её нижнем течении, на большой сухой лиственнице Шаталов сделал затёс с надписью: «Город Сусуманск», как будто предвидя будущее этого места. Позже результаты Шаталина подтвердили геологические партии К. А. Шахварстовой, Х. И. Калугина, А. Л. Лисовского.

### Основание поселения и его дальнейшая деятельность
В конце лета 1936 года в поисках богатых сенокосных угодий заключённые гулаговского совхоза «Эльген» «Дальстроя» вошли в долину реки Сусуман, где был заложен новый лагерь с совхозной усадьбой. Таким образом, лагерь «Сусуман», названный по реке Сусуман, стал первым предприятием, обосновавшимся в долине. В 1937 году на этих совхозных угодьях собрали тонну огурцов и 3 тонны помидоров.
В августе 1937 года на базе ГУЛАГовского лагеря организовано первое золотодобывающее предприятие района — прииск «Мальдяк». В 1938 году организовано Западное горнопромышленное управление (ЗГПУ) «Дальстроя» с центром в посёлке Сусуман, включившее в себя три уже существовавших прииска: «Мальдяк», «Ударник» и «Стахановец». Затем организованы прииски «Чай-Урья», «Контрандья», «Линковый» и «Куранах». С этого времени Сусуман становится центром горной промышленности западного района Магаданской области.
Сусуман начинает активно строиться с 1938—1939 гг.: появляются ремонтные мастерские, небольшая баня, пекарня, палатки, обложенные торфом, начинается стройка здания ЗГПУ, Дома Культуры и стадиона, введена в работу АТС на 100 абонентов, несколько радиоточек. В последующий 1940-й год двухэтажный Дом культуры сдан в эксплуатацию, что отметили премьерой пьесы Тренева «Любовь Яровая». Посёлок реконструируют: палатки стали сносить, скотный двор совхоза перенесли, сломали первоначальную баню и маленькую пекарню. В то же время сдали в эксплуатацию поликлинику, здание политотдела, несколько жилых домов. Площадь в центре посёлка засыпали гравием. Открыли неполную среднюю школу для детей вольнонаёмных, почтово-телеграфное отделение, а при РОНО НКВД по ЗГПУ организовали отдел записи актов гражданского состояния (ЗАГС).
В 1939 году в посёлке основана газета «Горняк Севера», которая продолжает выходить и в 2020-х гг.. С 8 июля 1939, когда вышел 1-й номер на 4-х страницах, и до 20 мая 1954 года газета называлась «Стахановец» и была органом политотдела Западного горнопромышленного управления «Дальстрой», с 20 мая 1954 по 29 июня 1962 г. издавалась под названием «Сусуманский рабочий», являясь партийным и советским органом — Сусуманского райкома КПСС и районного Совета депутатов трудящихся, а потом выходить перестала. С 11 апреля 1965 г. издание районной газеты возобновили и назвали её «Горняк Севера». Ответственными редакторами в разные годы были А. А. Акопян, К. И. Резвов, Е. И. Иванова, Е. М. Шатохин, А. М. Добрушина, М. И. Иванов, Н. Г. Соловьёв, Т. Н. Артёмова, Н. В. Литвинова, П. П. Грищенко.
Лето 1941 года началось с природных паводков в июне; затем пришла весть о войне: состоялись митинги, многие рабочие, геологи, инженерно-технические работники обратились в политуправление при НКВД РСФСР с просьбой о приёме их в Красную армию. Однако люди требовались и на Колыме, поэтому приняли в армию только тех немногих, кто имел ценные военные специальности, например редактора местной газеты А. А. Акопяна; остальных призвали сражаться на трудовом фронте: популярным лозунгом стал призыв «Каждый грамм металла — это снаряд по врагу».
Строился не только посёлок, но и дороги: так, сдали в эксплуатацию участок Колымской трассы между Берелёхом и Ягодным, а также дороги местного значения: Сусуман — Челбанья, Аркагала, Чай-Урьинская долина; через реку Берелёх построили мост, чтобы соединить Колымской трассой ремонтные мастерские (будущий Сусуманский ремонтно-механический завод (СРМЗ)) в Заречье и поселок.
В 1944 году Колыму посетила делегация Соединённых Штатов во главе с вице-президентом США Генри Уоллесом и побывала, в частности, в Сусумане, Сеймчане, на прииске им. Фрунзе.

### Послевоенный период
После Великой Отечественной войны строительство в Сусумане продолжилось: приказом по Западному управлению в 1947 году территорию Сусумана разделили на кварталы, улицам дали названия: Центральная, Полевая, Почтовая, Набережная; в 1952 г. в связи со столетием со дня кончины писателя Н. В. Гоголя Полевую переименовали в улицу Гоголя, а Центральная впоследствии получила имя Ленина.
Уделили внимание подготовке кадров: в 1947 г. открыли курсы горных мастеров, а в 1950 г. их преобразовали в учебно-курсовой комбинат. Нашлись силы и ресурсы для озеленения свободных территорий посёлка: перед каждым домом посадили тополя, разбили цветочные клумбы, пустыри вспахали и засеяли травами. На таёжном участке за Домом культуры в сторону Колымской трассы продолжили возведение спортивного центра, которое было прервано войной; были оборудованы волейбольная, баскетбольная, городошная площадки, беговая дорожка, стадион для проведения футбольных матчей, открытый уже в июне 1946 г.. Оставшуюся на этом участке тайгу жители Сусумана преобразовали в парковую зону отдыха, проложив аллеи и поставив беседки.
В 1957 году Западное ГПУ было упразднено и все прииски переданы в подчинение отраслевому ГПУ Магаданского совнархоза, а через 3 года было создано Сусуманское ГПУ для управления приисками, работающими на площадках Сусуманского района. 1 января 1970 года Сусуманское ГПУ реорганизовали, назвав его Сусуманским горно-обогатительным комбинатом (СГОК, СуГОК).
За досрочное выполнение заданий пятилетки по добыче золота, а также совершенствование организации производственного процесса и внедрение новой техники Указом Президиума Верховного Совета СССР в 1971 году СуГОК был награждён Орденом Октябрьской Революции. Через 6 лет, в 1977 году, СуГОК разделили на 2 предприятия: Сусуманский ГОК и Берелёхский ГОК.
С 1937 по 1999 год сусуманцами добыто 1052 тонны золота. С 1949 по 1956 годы в Сусумане располагалось управление одного из крупнейших советских ГУЛАГовских лагерей — «Заплаг».
Промышленную среду Сусумана составили несколько крупных предприятий: СуГОК, ремонтно-механический завод (СРМЗ) — старейшее предприятие города, созданный на базе ремонтных мастерских и расположенный в районе Заречье, завод строительных материалов (кирпичный завод), пивоваренный завод, хлебозавод и мясо-молочный комбинат. В городе были открыты 5 общеобразовательных школ, детские сады «Ромашка», «Светлячок», «Чайка», музыкальная школа, горный техникум, больница, поликлиника. Действовали два кинотеатра — деревянный «Тайга» и каменный «Луч», построенные, соответственно, в 1950-х и 1970-х годах, и три дома культуры. Первый дом культуры был построен в 1940 году по инициативе начальника Западного горно-промышленного управления А. П. Сенатова.
В черте города находился совхоз «Сусуман», возникший в 1937 году на берегу небольшой речки Талон, который обеспечивал население района овощами и продуктами животноводства. В микрорайоне Берелёх была расположена одна из крупнейших автобаз области — № 5, организованная приказом по «Дальстрою» в 1937 году на 646-м километре Колымской трассы. Парк автомашин тогда насчитывал три единицы, а работников было девять человек.
Для выполнения решения по увеличению выпуска автомобильной техники в северном исполнении приказом Министра автомобильной промышленности СССР от 14 июля 1971 года № 226 было предусмотрено создание на Севере СССР постоянно действующей северной автомобильной испытательной станции (САИС). Для размещения этой станции выбрали город Сусуман.
Первые кубометры грунта были вынуты в 1976 году, и тогда же забиты первые сваи под фундамент САИС, объекты которой затем построило Сусуманское строительное управление, используя прогрессивную технологию строительства в районах вечной мерзлоты; в декабре 1981 года государственная комиссия приняла САИС в эксплуатацию. С САИС сотрудничали почти все автозаводы страны, выпускающие легковые и грузовые машины.
Первый герб города Сусумана был принят исполкомом Сусуманского райсовета депутатов трудящихся 1 марта 1974 года.
В 1980-х годах строительство продолжалось и были сданы в эксплуатацию следующие здания:
- районной библиотеки (1983);
- гостиницы «Морджот» (1984);
- районной типографии и редакции газеты «Горняк Севера» (1987).

В 1995 году в новое здание в переулке Горняцкий переехал преемник СуГОКа — АО «Сусуманзолото».

### Административно-территориальный статус
- До 20 октября 1938 года Сусуман входил в Дальневосточный край;
- в 1938—1939, 1939—1953 гг. был в составе Среднеканского района Хабаровского края[3];
- с июля по август 1939 года входил в Колымский округ Хабаровского края[3];
- по Указу Президиума Верховного Совета РСФСР (ВС РСФСР) от 2 декабря 1953 г. из Среднеканского района Хабаровского края выделен Сусуманский район, соответственно с центром в посёлке Сусуман, который с 3 декабря 1953 года стал районным центром Магаданской области[3];
- преобразован в рабочий посёлок по Указу Президиума ВС РСФСР от 22 декабря 1953 г.[3];
- 12 декабря 1964 года Указом Президиума ВС РСФСР за подписью председателя Президиума ВС РСФСР Н. Игнатова и секретаря С. Орлова[25] рабочий посёлок Сусуман Сусуманского сельского района Магаданской области преобразован в город районного подчинения. Первое заседание Сусуманского горсовета депутатов трудящихся состоялось 30 декабря 1964 года. Председателем горсовета был избран член КПСС Н. С. Иванов[20];
- до 2015 года образовывал[26] городское поселение город Сусуман;
- в 2015—2022 — центр Сусуманского городского округа, с 1-го января 2023 — центр Сусуманского муниципального округа[3].

## Окрестности города
Сусуман находится в районе Верхнеколымского нагорья в окружении сопок и гор, среди которых Морджот (Морджет) и «Три богатыря». Если принять направление движения по Колымской трассе от Магадана в Усть-Неру, то Морджот находится по левую сторону, на расстоянии 20 км на юго-восток от города, а «Три богатыря» — по правую сторону, в непосредственной близости от Заречья. Морджот — это потухший вулкан, одна из самых высоких точек нагорья, имеет высоту 2127 метров и является объектом пешего туризма, одной из достопримечательностей Магаданской области и символом Сусумана. По состоянию на 1980 г. значение слова «Морджот» и к какому языку оно относится не определено.
В 1968 г. группа геодезистов из Москвы, используя вертолёт, установила на Морджоте металлический триангуляционный пункт, а в 1970 г. к 100-летию со дня рождения В. И. Ленина на вершине Морджота власти поставили мемориальную доску с барельефом Ленина.
Как и Морджот, «Три богатыря» — это визитная карточка города. С вершин сопки «Три богатыря» открывается вид на Сусуман и окружающий его ландшафт; если же повернуться на 180 градусов, то можно лицезреть долину посёлка Светлый и хребты горной системы Черского. Администрация Сусуманского округа создала инициативную группу для благоустройства маршрута по живописному склону горы в рамках проекта «Большая Колымская тропа», чтобы с удобством и безопасно взойти на сопку и спуститься с неё. Между вершиной № 1 («Первый Богатырь») и вершиной № 2 («Второй Богатырь») имеется плато, защищающее от ветра и пригодное для привала туристов.

## Климат
Климат местности оценивается как суровый, среднегодовая температура составляет минус 11,9 °С. По классификации климатов Кёппена, в Сусумане господствует субарктический климат с очень холодной сухой зимой и коротким прохладным летом (индекс Dfd). Переход суточных температур через 0 °С в сторону понижения происходит уже в конце второй — начале третьей декад сентября. Обычно самый холодный месяц — январь. Наиболее холодным периодом зимы является конец декабря — середина января. В это время, помимо общего радиационного выхолаживания, происходит застой холодных масс воздуха. Эти факторы дополняются высокоширотным положением и приподнятостью Сусумана относительно уровня моря на 650 м. В итоге здесь образуются области предельно низкой температуры воздуха, которая может доходить до −63 °С, а местами — и до −67 °С. В зимний период гораздо меньше осадков, чем в летний.
Абсолютный минимум, составивший минус 60,6 °С, был зарегистрирован 6 января 1971 года, абсолютный максимум — +35 °С — был отмечен 27 июля 2010 года. 
| Показатель                                                      | Янв.  | Фев.  | Март  | Апр.  | Май   | Июнь | Июль | Авг.  | Сен.  | Окт.  | Нояб. | Дек.  | Год   |
| --------------------------------------------------------------- | ----- | ----- | ----- | ----- | ----- | ---- | ---- | ----- | ----- | ----- | ----- | ----- | ----- |
| Абсолютный максимум, °C                                         | −4,1  | −1,6  | 0,2   | 12,1  | 26,1  | 32,0 | 35,0 | 33,0  | 24,4  | 11,3  | 2,1   | −1,6  | 35,0  |
| Средний суточный максимум, °C                                   | −31,1 | −27,3 | −18,2 | −6,3  | 4,4   | 14,1 | 16,9 | 15,1  | 7,4   | −7,2  | −23,2 | −30,3 | −6,9  |
| Средняя температура, °C                                         | −34,5 | −31,7 | −24,7 | −12,8 | −0,3  | 8,5  | 11,6 | 9,6   | 2,7   | −11,4 | −26,7 | −33,4 | −11,9 |
| Средний суточный минимум, °C                                    | −37,8 | −36   | −31,1 | −19,2 | −4,9  | 3,0  | 6,3  | 4,1   | −1,9  | −15,5 | −30,2 | −36,3 | −16,5 |
| Абсолютный минимум, °C                                          | −60,6 | −59,9 | −53,7 | −44   | −27,5 | −8,3 | −4,6 | −11,1 | −24,3 | −44,7 | −53,8 | −58,5 | −60,6 |
| Норма осадков, мм                                               | 14    | 11    | 6     | 7     | 18    | 40   | 61   | 50    | 31    | 22    | 15    | 12    | 287   |
| Источник: Климатический график, Абсолютные максимумы и минимумы |       |       |       |       |       |      |      |       |       |       |       |       |       |

## Население
| 1959    | 1970    | 1979    | 1989    | 1991    | 1992    | 1993    | 1994    | 1995    |
| ------- | ------- | ------- | ------- | ------- | ------- | ------- | ------- | ------- |
| 13 310  | ↘12 643 | ↗16 025 | ↗16 818 | ↘16 085 | ↘15 082 | ↘13 140 | ↘12 310 | ↘11 057 |
| 1996    | 1997    | 1998    | 1999    | 2000    | 2001    | 2002    | 2004    | 2005    |
| ↘10 390 | ↘9891   | ↘9581   | ↘9242   | ↘8901   | ↘8830   | ↘7833   | ↘7523   | ↘7207   |
| 2006    | 2007    | 2008    | 2009    | 2010    | 2011    | 2012    | 2013    | 2014    |
| ↘6856   | ↘6501   | ↘6250   | ↘6031   | ↘5855   | ↘5789   | ↘5560   | ↘5313   | ↘5157   |
| 2015    | 2016    | 2017    | 2018    | 2019    | 2020    | 2021    | 2023    | 2024    |
| ↘5010   | ↘4903   | ↘4899   | ↘4760   | ↘4588   | ↘4355   | ↗4439   | ↘4297   | ↘4175   |

На 1 января 2025 года по численности населения город находился на 1090-м месте из 1124 городов Российской Федерации.
Со времени возникновения и до начала 1990-х годов численность населения Сусумана росла, достигнув пика в 1989 году, когда в городе проживало около 17 тысяч человек. В дальнейшем, как и по всему Крайнему Северу, пошёл отток населения в центральные регионы страны. Особенно резкое снижение численности населения произошло в период с конца 1990-х и до начала 2000-х годов, ускорившееся после принятия «Закона о жилищных субсидиях» от 1998 года и утверждения Правительством РФ от 22 мая 2002 года № 336 «Положения о содействии переселению граждан в рамках пилотного проекта социального реструктурирования районов Крайнего Севера». По этому «Положению», предполагалось предоставление жилищных сертификатов 27,5 тысячам российских граждан в городах Норильск, Воркута, Сусуман, желающим переселиться из районов Крайнего Севера, в том числе 6,5 тысячам из Воркуты, 15 тысячам из Норильска и 6 тысячам из Сусумана. Как итог внедрения в жизнь указанных программ переселения численность населения Сусумана упала более чем в три раза.

## Социально-промышленная система города

### Промышленность
- ПАО «Сусуманзолото» — крупнейшая золотодобывающая компания Магаданской области, правопреемник Сусуманского горно-обогатительного комбината, который, в свою очередь, был создан в 1938 году как Западное горно-промышленное управление[58].
- Горнодобывающая компания «Берелёх».
- Угольный разрез «Кадыкчанский».

### Транспорт
В первый год существования Сусумана как города было организовано местное автобусное движение по расписанию, соединяющее центр города, Заречье, Берелёх, Ясную Поляну и пищекомбинат. В дополнение к этому организовали такси на легковых автомашинах «Волга». Также, Сусуман, расположенный у Колымской трассы, то есть федеральной автомобильной дороги Р504 «Колыма́» (ранее — М56), имеет и постоянное внешнее автобусное сообщение: с Магаданом, Усть-Нерой, и со многими посёлками области.
В городе действует аэропорт местных авиалиний, рейсы из которого связывают Сусуман с областным центром. Организован в 1942 году как «аэродром Берелёх» — один из элементов воздушной трассы Алсиб между СССР и Аляской, прекратил работу в 1998, но в 2012 г. авиакомпания «СиЛА» возобновила обслуживание пассажиров.
Взлётно-посадочная полоса аэродрома позволяет обслуживать такие самолёты, как Ан-24, Як-40. В 2020 году отмечено использование менее мощных воздушных судов, например ТВС-2МС и Ан-28.

### Финансы
- Сбербанк России, отделение находится на ул. Билибина, д. 3[60].
- Азиатско-тихоокеанский банк, отделение находится на Советской ул., д. 11[61].

### Судебная система
Начало деятельности суда в регионе Сусумана относится к 1941 г. Там до 1954 года функционировал народный суд II участка Среднеканского района Хабаровского края. С декабря 1954 г. — после создания Сусуманского района Магаданской области — на территории района работали три географически разнесённых участка народного суда — первый в Сусумане, второй в пос. Арэк, третий — в пос. Нексикан, рассматривая гражданские, административные и уголовные дела, регулярно проводя выездные заседания в пос. Сусуманского района Широкий, Буркандья, Беличан, Мальдяк, Оротукан, Комсомолец, Ударник, Хевкандья, а также в пос. Полевой прииска Бурхала в Ягоднинском районе. Сусуманский районный суд был образован 21 декабря 1960 года на базе первого и третьего участков, его первым председателем был Чуликов Петр Иванович, а первыми судьями Привалова Евгения Николаевна и Качалов Пётр Ильич.

### Образование
- Муниципальное бюджетное общеобразовательное учреждение (МБОУ) «Лицей города Сусумана», организованный 1 сентября 1990 года на основании совместного приказа Управления народного образования № 160/553 от 05.09.1990 и Магаданского филиала Хабаровского политехнического института № 553 от 11.09.90; даёт учащимся основное общее образование и среднее общее образование, согласно ст. 17 ФЗ «Об образовании в Российской Федерации»[63]. Находится на Советской ул., д. 27.
- В городе есть также средняя школа № 1, основанная 14 ноября 1939 г.[64].

### Религиозные организации
- Православную общину организовали в 1991 году, под храм во имя свт. Николая Чудотворца приспособили существующее здание по адресу ул. Ленина, д.9а и открыли его в 1994 году. Государственную регистрацию приход прошёл 04.12.2002. В 2009—2011 гг. действовала воскресная школа, сам храм был центром миссионерской деятельности в окрестных посёлках[65].
- Закладка православного храма в честь свт. Спиридона Тримифунтского состоялась 24 сентября 2012 г., освящение куполов храма — 24 августа 2017 г., освящение храма архиепископом Магаданским и Синегорским Иоанном — 7 апреля 2018 г. Построен на средства ООО «Колыманефтепродукт», ОАО "Горнодобывающая компания «Берелех»; приняли участие ОАО «Сусуманзолото», ООО «Сусуманская дорожная компания» и местные коммерческие организации[66].
- Для исповедующих ислам в 2018 году открыли мечеть[3].
- Для представителей протестантского направления в христианстве открыли отделение Церкви христиан веры евангельской «Слово жизни»[3].

## В искусстве
Городу посвящена песня Александра Розенбаума «Сусуманская лирическая».

## Известные люди
- В Сусуманском районе в посёлке Нексикан 25 марта 1956 года родился артист эстрады, юморист и певец Нахим (Ефим) Шифрин[67]. Впоследствии отцу Ефима Залману Шмуиловичу Шифрину предложили работу в Сусумане, куда семья переехала[67] и жила на Советской улице[68].
- В Сусумане родился, рос и в спортивной школе города начал свою карьеру Вячеслав Яковлев[69] — трижды абсолютный чемпион СССР по боксу[70].
- Владимир Кириллович Христов — основатель холдинга «Сусуманзолото», памятник которому у здания «Сусуманзолота», между улицей Гоголя и Первомайской, торжественно открыт в Сусумане в 2022 году (архитектор Михаил Корси, скульптор Андрей Забалуев)[71].

## Галерея

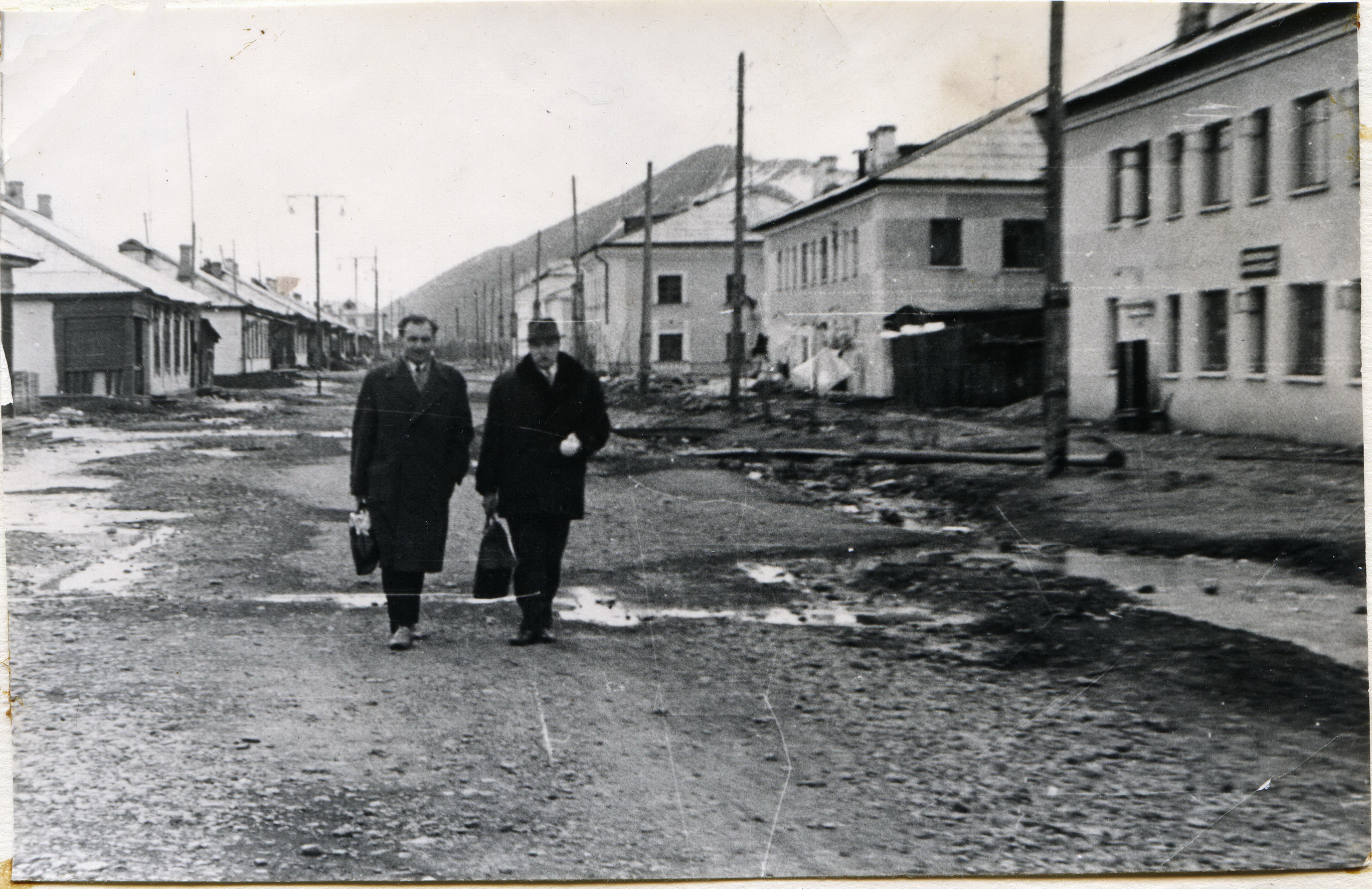
Ул. Гоголя (б. Полевая), сер. 1960-х
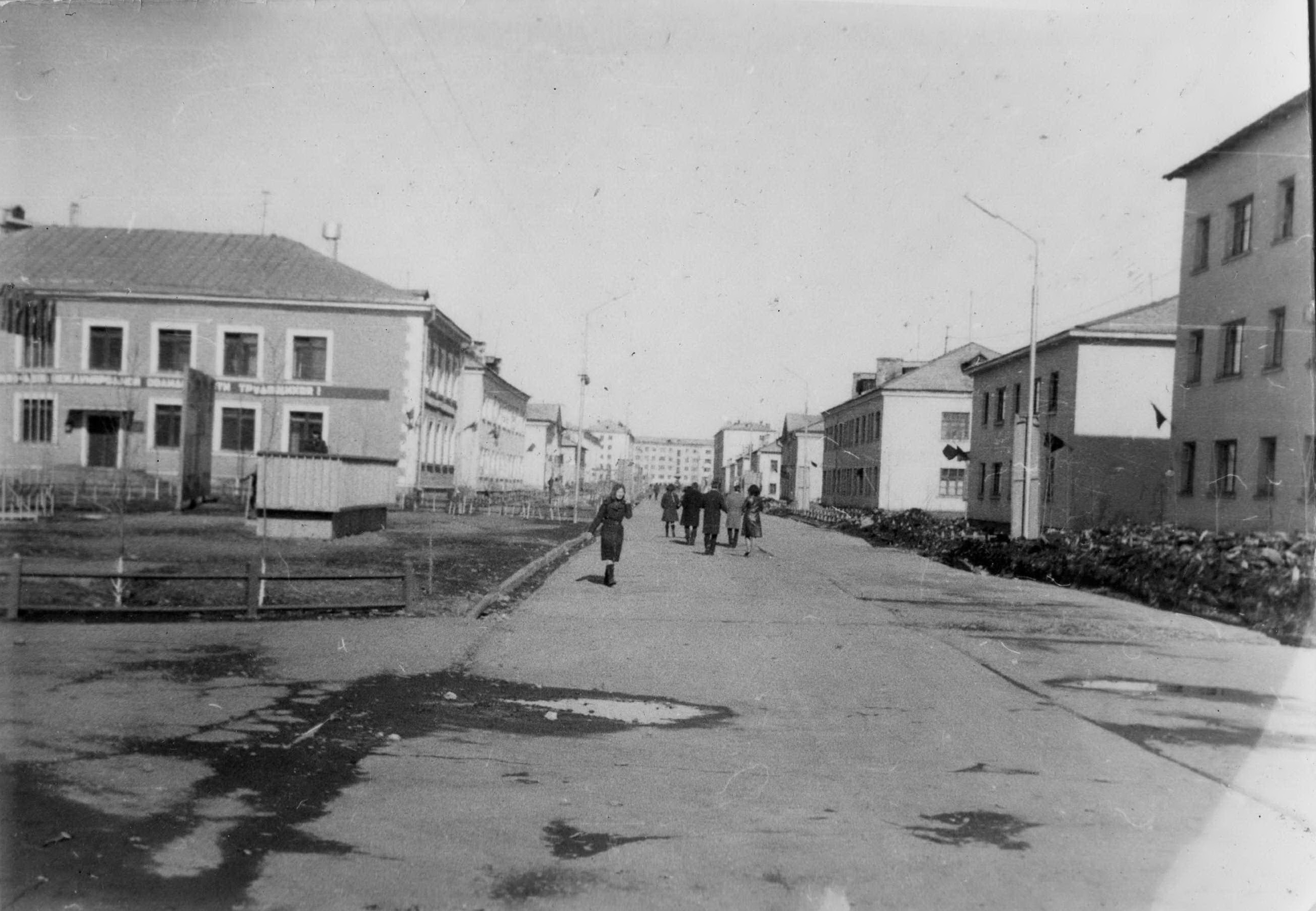
Советская ул., сер. 1970-х
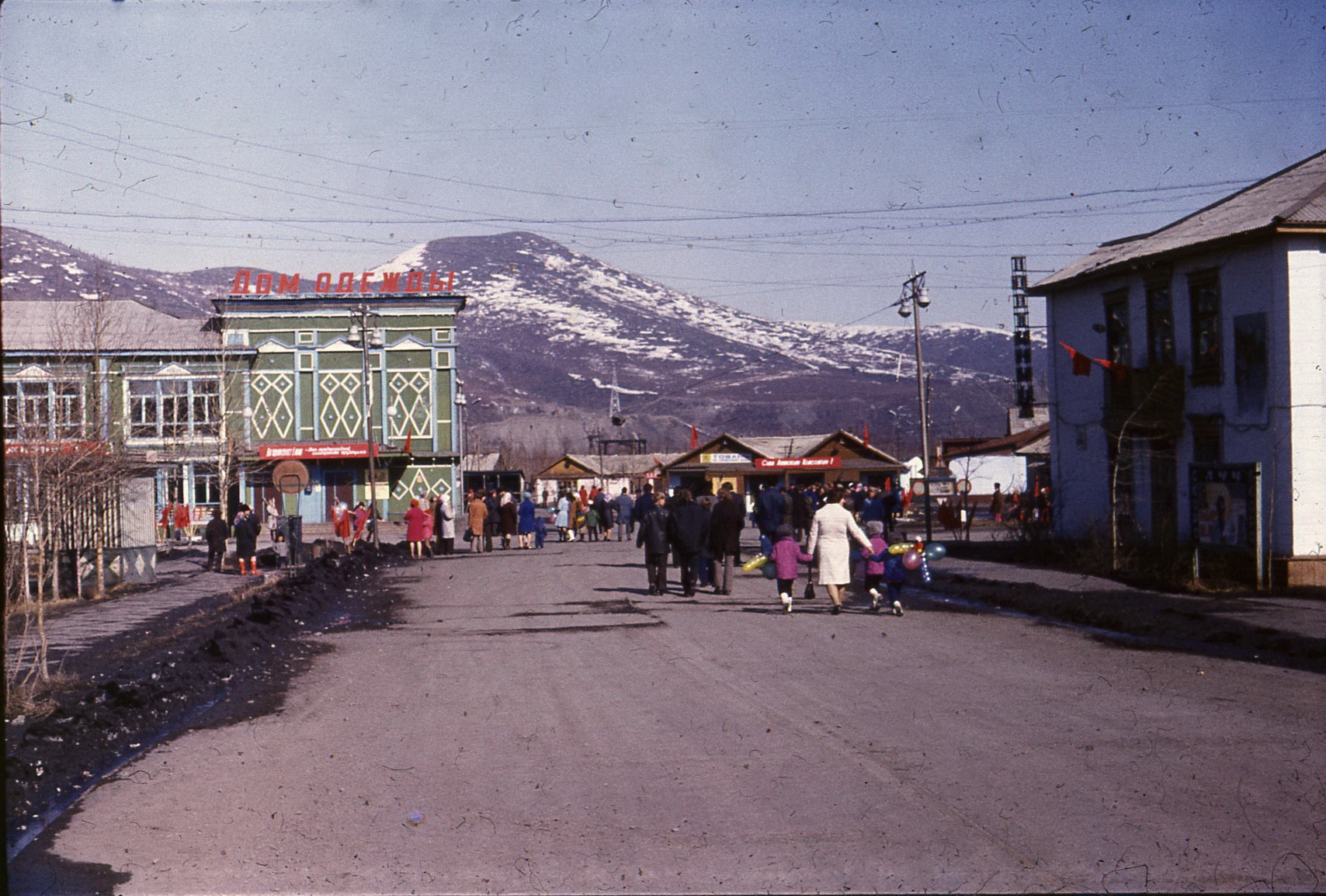
Дом одежды на ул. Ленина, вт. пол. 1970-х
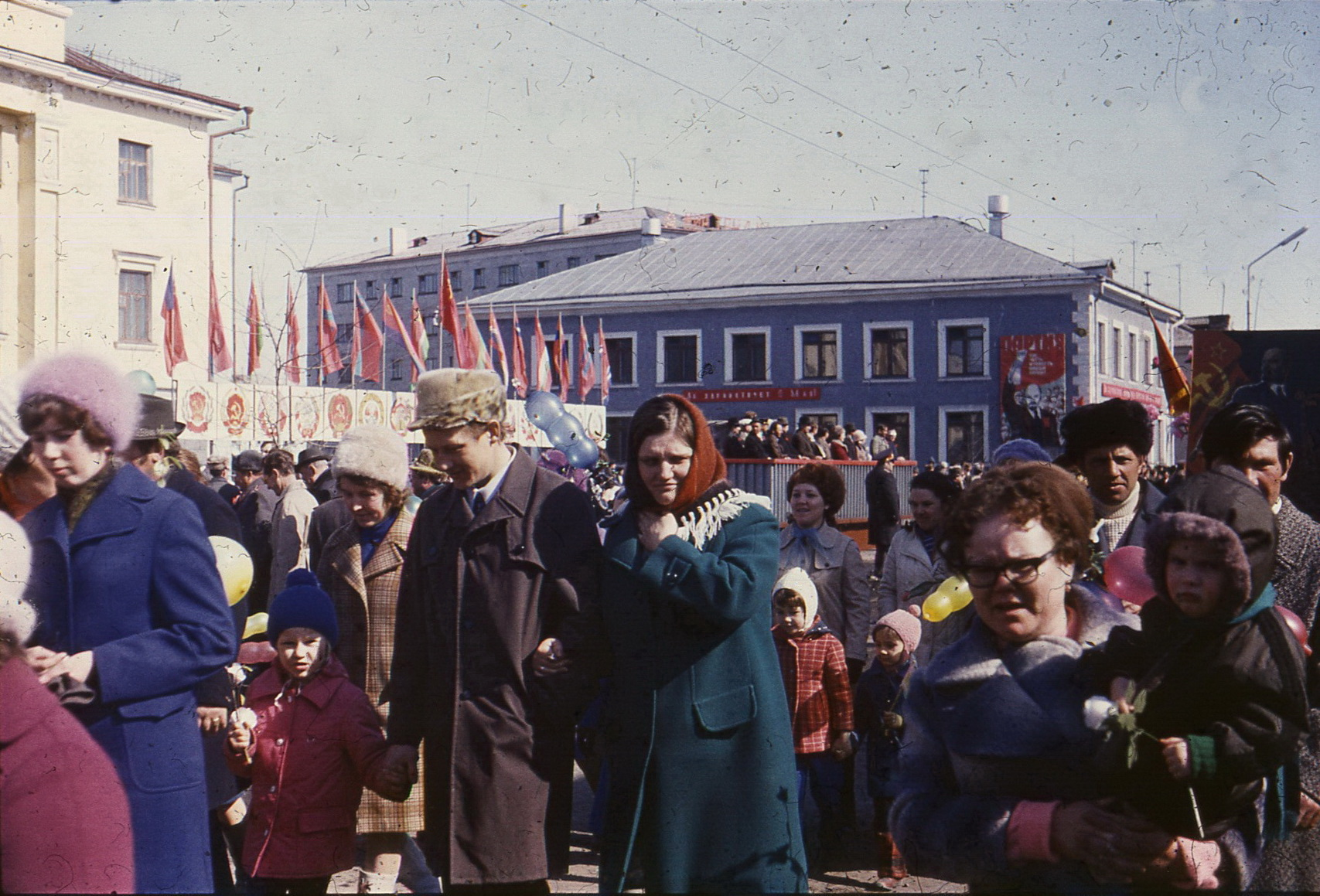
Демонстрация 1 мая, Советская ул., вт. пол. 1970-х
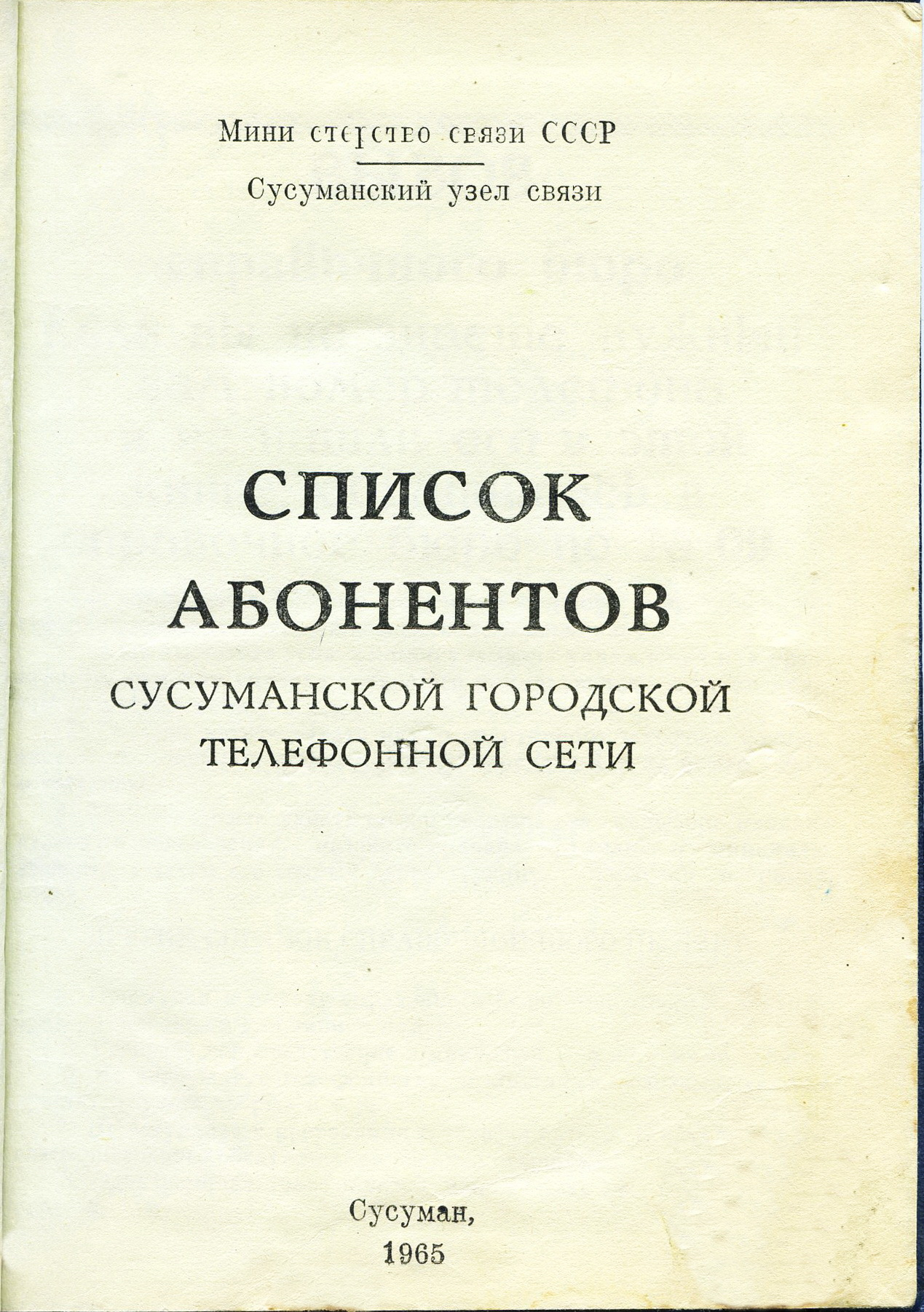
Телефонный справочник, 1965 г.
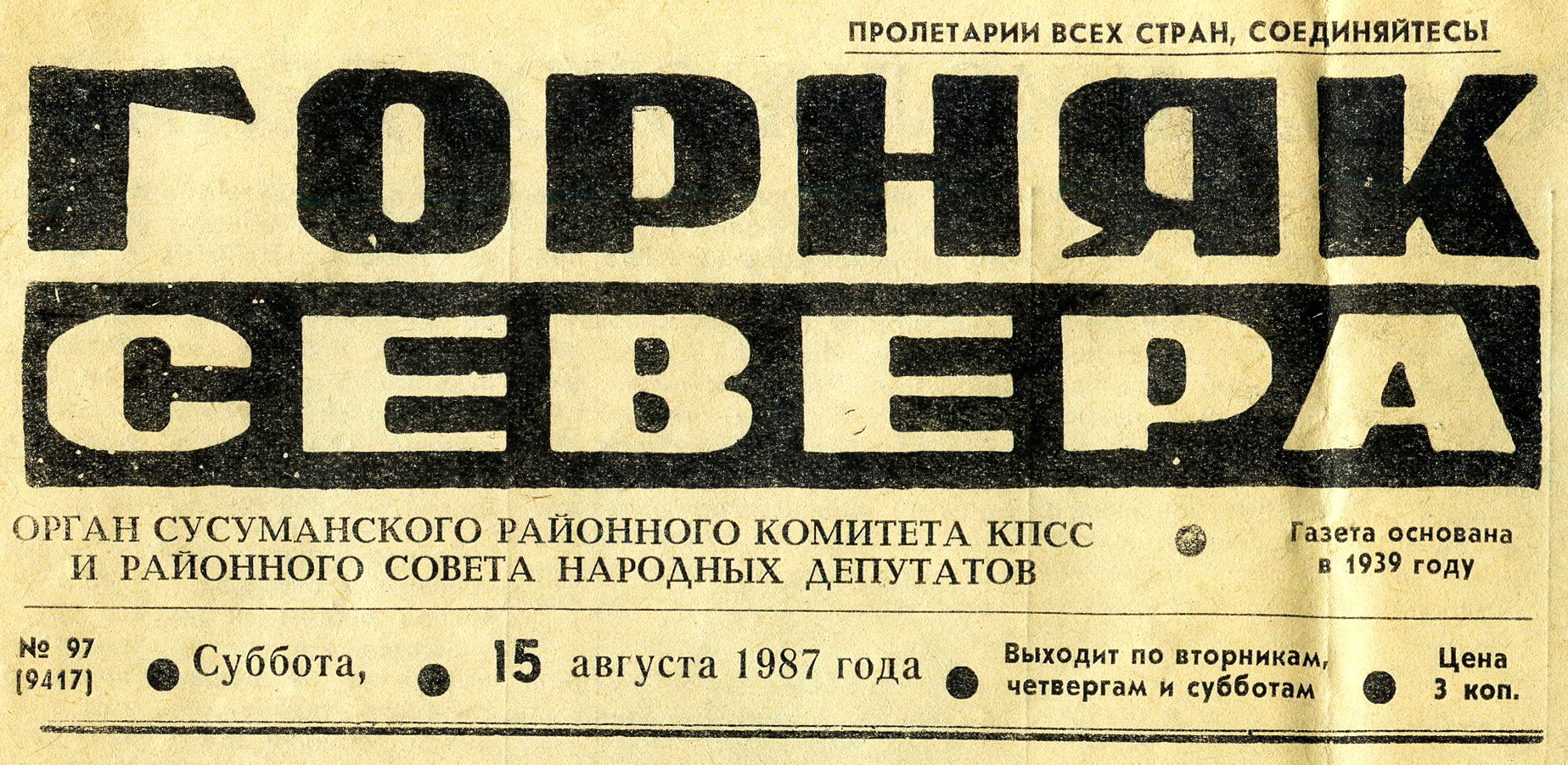
Городская газета
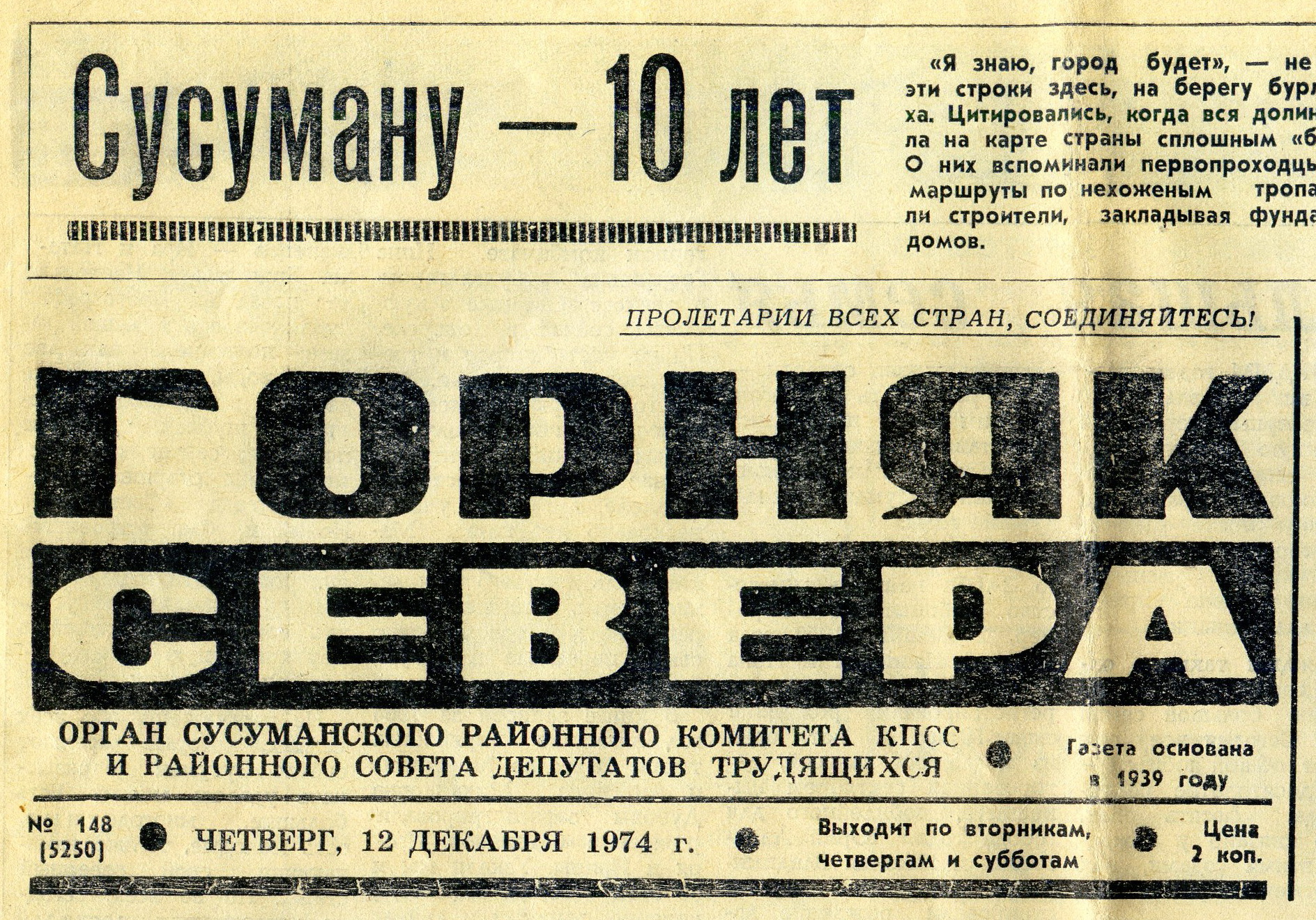
Газета в день 10-летия города
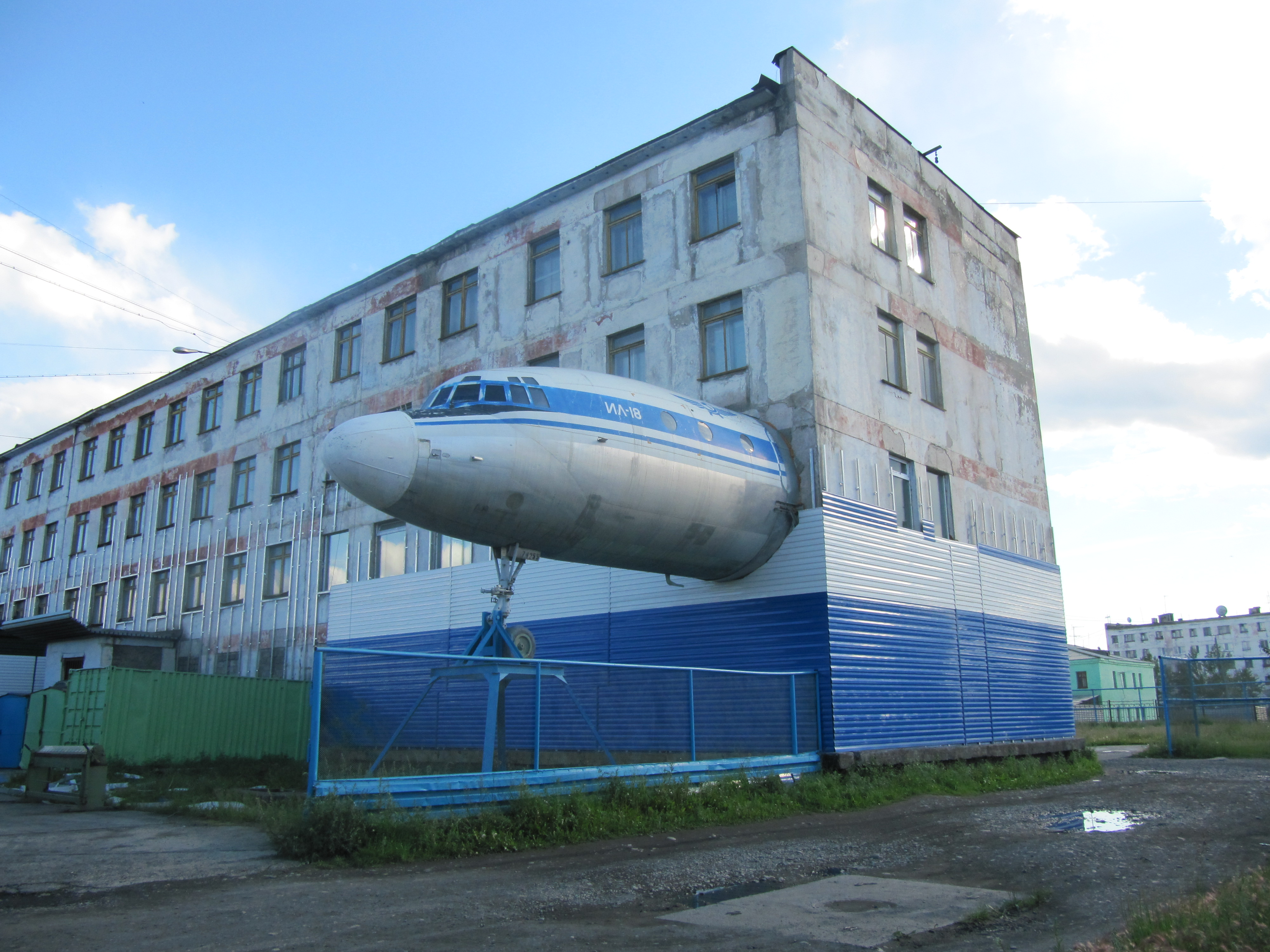
Станция юных техников, Советская, 27

## Топографические карты
- Лист карты P-55-XI,XII. Масштаб: 1 : 200 000. Указать дату выпуска/состояния местности.